# Calliscelio coorgensis
Calliscelio coorgensis är en stekelart som beskrevs av Sharma 1982. Calliscelio coorgensis ingår i släktet Calliscelio och familjen Scelionidae. Inga underarter finns listade.